# Halál a pénztárban
A Halál a pénztárban egy 1979-ben készült, 1981-ben bemutatott színes, magyar krimi, ami Fóti Andor: Kelepcében az alvilág című könyvének Gyilkosság decemberben című epizódját dolgozza fel. Rendező: Bednai Nándor. A történet egy megtörtént eseten alapul.

## Történet
A gépgyár pénztárát megfúrják, az éjjeli csoport vezetőjét pedig megölik. Nagy erőkkel megkezdődik a nyomozás. Közben a gyárban egy újabb dolgozót gyilkolnak meg.
A filmben több 1960-as években történt bűncselekmény történéseit dolgozták fel. A film alapját jelentő esemény, az MM Gépgyár rendésze (Kriszton Imre) által véghezvitt rablás és gyilkosság valóban megtörtént 1965 decemberében. (Cinkotai gyilkosság; A helyszín az ATRA alkatrészgyár pénztárja volt, a gyilkosságot Krisztián Imre követte el.) A film második részében látható, Menyhárt Géza megölése körül kibontakozó szerelmi háromszög-drámának is valós alapjai vannak. A történet nagy hasonlóságot mutat Baranya Gyula 1966 januárjában szintén Cinkotán történt meggyilkolásával.

## Szereplők
- Hetényi Pál (Völgyi őrnagy)
- Kristóf Tibor (Bolba százados)
- Harkányi János (Székely Zsolt főhadnagy)
- Mádi Szabó Gábor (Kriszton Imre, főrendész)
- Bánffy György (Sallai Róbert, főmérnök)
- Kalocsay Miklós (Menyhárt Géza)
- Dőry Virág (Kontra Katalin)
- Vörös Eszter (Fillár Andrea)
- Pásztor Erzsi (Cziráki Böske)
- Pataky Jenő (Fellner Zsigmond alezredes)
- Horkai János (Szűcs Ernő, igazgató)
- Prókai István (Duba Márton, rendész)
- Basilides Zoltán (Zsidelka Mihály)
- Csányi János (Hoffstetter Frici)
- Raksányi Gellért (Nagy Fecó)
- Romhányi Rudolf (Nagy Jocó)
- Kéry Gyula (orvos)
- Nagy István (Vass Gábor, gondnok)
- Velenczey István (Prohászka)
- Soós László (taxis)
- Kasznár Tamás (taxis)
- Sugár István (házmester)
- Szabó Imre (trafikos)

## Főbb eltérések a könyv és a film között
- A könyvben a nyomozást Fóti Andor és csoportja végzi, ezért a könyvben mindenki a saját nevén szerepel, a filmben viszont más a szereplők neve. Pl.: Fóti Andor a Völgyi nevet kapta, ráadásul a könyvben alezredes, a filmben viszont csak őrnagy.
- A könyvben a történet valamikor a '40-es/'50-es évek fordulóján játszódik, a filmben viszont a történetet áthelyezték a jelenbe.
- A filmben a csoportvezetőn kívül megölik az egyik dolgozót is, a könyvben csak a csoportvezető hal meg.